# Касаґі (авіаносець)
Касаґі (яп. 笠置) — важкий японський авіаносець часів Другої світової війни типу «Унрю», четвертий у серії.

## Історія
Авіаносець «Касаґі» був закладений на верфі «Mitsubishi» в Нагасакі 14 квітня 1943 року. Після спуску на воду в Нагасакі 19 жовтня 1944 року, корабель був переведений для добудови та установки озброєння. Добудову припинили 1 квітня 1945 року, коли корабель перебував у 85 % готовності. «Касаґі» відбуксирували в бухту Ікзда, біля острова Сьодзудзіма, а його екіпаж розформували. Кораблем командували з 20 січня по 5 березня 1945 — капітан 1-го рангу Оісі Тамоцу, з 5 березня по 1 квітня — капітан 1-го рангу Мурото Юдзіро.
Після війни «Касаґі» разом з іншими кораблями стояв у бухті Ебісу. Тільки 1 вересня 1946 року на верфі Семпаку в Сасебо (колишній док № 7 арсеналу флоту в Сасебо), нарешті, почалися роботи з розрізання корабля на брухт. Роботи були завершені 31 грудня 1947 року, давши країні 10 280 тонн такого потрібного в той час металу.